# Twilight Zone (Iron Maiden-dal)
A Twilight Zone az Iron Maiden brit heavy metal együttes első kislemeze az 1981-es Killers című albumukhoz. A kislemez a 31. helyig jutott a brit listán.
A Killers nagylemez eredeti angol kiadásán nem szerepelt a kislemezes Twilight Zone dal, csak a B-oldalas Wrathchild. Az album pár hónappal későbbi amerikai kiadására viszont már felkerült, és a későbbi CD-s újrakiadásokon is szerepelt. 1990-ben a The First Ten Years box set részeként adták ki újra a kislemezt.
A Twilight Zone dalszövegében egy szomorú szellem szólal meg, aki nem tud alakot ölteni, és csapdába esett a purgatórium (Purgatory) és evilág között, a Szürkületi Zónában (Twilight Zone). A szellem 3 éve halt meg, és szeretne láthatóvá válni egy nő számára, akit folyton kísért, de képtelen rá. A nő halálát várja, sőt siettetné, hogy miharabb társa legyen a túlvilági létben. Érdekesség, hogy a Derek Riggs festette borítón látható fésülködőasztalon egy Eddie-fotó áll, melyet Charlotte-nak ajánlottak. Ez alapján feltételezhető, hogy a tükör előtt ülő nő a Charlotte the Harlot dal címszereplője, azaz Charlotte, a szajha.

## A kislemez dalai
1. Twilight Zone (Steve Harris, Dave Murray) – 2:35
2. Wrathchild (Harris) – 2:56

## Közreműködők
- Paul Di’Anno – ének
- Dave Murray – gitár
- Adrian Smith – gitár
- Steve Harris – basszusgitár
- Clive Burr – dobok

## Fordítás
Ez a szócikk részben vagy egészben  a   Twilight Zone (Iron Maiden song) című angol Wikipédia-szócikk fordításán alapul.  Az eredeti cikk szerkesztőit annak laptörténete sorolja fel. Ez a jelzés csupán a megfogalmazás eredetét és a szerzői jogokat jelzi, nem szolgál a cikkben szereplő információk forrásmegjelöléseként.